# Salva Ballesta
Pour les articles homonymes, voir Salva et Ballesta.
Salvador Ballesta Vialcho, dit Salva, né le 25 mai 1975 à Saragosse (Espagne), est un footballeur espagnol qui évolue au poste d'attaquant. International espagnol (4 sélections entre 2000 et 2004).

## Palmarès
- Meilleur buteur du Championnat d'Espagne en 2000 avec le Racing Santander (27 buts inscrits)
- Champion d'Espagne en 2002 avec le Valence CF